# Coptocercus schneiderae
Coptocercus schneiderae är en skalbaggsart som beskrevs av Wang 1995. Coptocercus schneiderae ingår i släktet Coptocercus och familjen långhorningar. Inga underarter finns listade i Catalogue of Life.